# Syria na Letnich Igrzyskach Olimpijskich 2008
Syrię na Letnich Igrzyskach Olimpijskich 2008 reprezentowało 8 zawodników – 6 mężczyzn i 2 kobiety.
Był to 11. start reprezentacji Syrii na letnich igrzyskach olimpijskich.

## Skład kadry

### Lekkoatletyka
| Zawodnik       | Konkurencja                       | Kwal. | Kwal. | Ćwierćfinał            | Ćwierćfinał            | Półfinał               | Półfinał               | Finał                  | Finał                  |
| Zawodnik       | Konkurencja                       | Wynik | Poz.  | Wynik                  | Poz.                   | Wynik                  | Poz.                   | Wynik                  | Poz.                   |
| -------------- | --------------------------------- | ----- | ----- | ---------------------- | ---------------------- | ---------------------- | ---------------------- | ---------------------- | ---------------------- |
| Majed Ghazal   | skok wzwyż mężczyzn               | 2.20  | 24    | → Nie awansował dalej  | → Nie awansował dalej  | → Nie awansował dalej  | → Nie awansował dalej  | → Nie awansował dalej  | → Nie awansował dalej  |
| Fadwa Al-Bouza | bieg na 100 m przez płotki kobiet | 14.24 | 38    | → Nie awansowała dalej | → Nie awansowała dalej | → Nie awansowała dalej | → Nie awansowała dalej | → Nie awansowała dalej | → Nie awansowała dalej |

### Pływanie
| Zawodnik       | Konkurencja                       | Kwal.   | Kwal. | Półfinał              | Półfinał              | Finał                 | Finał                 |
| Zawodnik       | Konkurencja                       | Wynik   | Poz.  | Wynik                 | Poz.                  | Wynik                 | Poz.                  |
| -------------- | --------------------------------- | ------- | ----- | --------------------- | --------------------- | --------------------- | --------------------- |
| Souhaib Kalala | 100 m stylem grzbietowym mężczyzn | 1:00.24 |       | → Nie awansował dalej | → Nie awansował dalej | → Nie awansował dalej | → Nie awansował dalej |
| Saleh Mohammad | 10 km                             |         |       |                       |                       | 1:54:37,7             | 11.                   |

### Podnoszenie ciężarów
| Zawodnik      | Konkurencja | Rwanie | Rwanie  | Podrzut | Podrzut | Łącznie | Miejsce |
| Zawodnik      | Konkurencja | Wynik  | Miejsce | Wynik   | Miejsce | Łącznie | Miejsce |
| ------------- | ----------- | ------ | ------- | ------- | ------- | ------- | ------- |
| Ahed Joughili | -105 kg     | 170 kg | 14      | 216 kg  | 11      | 386 kg  | 12      |

### Strzelectwo
| Roger Dahi | Skeet | 91 | 41 | → Nie awansowała dalej | → Nie awansowała dalej | → Nie awansowała dalej | → Nie awansowała dalej |

### Triathlon
| Zawodnik    | Konkurencja   | Pływanie | Kolarstwo | Bieg  | Razem      | Miejsce |
| ----------- | ------------- | -------- | --------- | ----- | ---------- | ------- |
| Omar Tayara | indywidualnie | 18:23    | 58:56     | 38:19 | 1:56:40,54 | 49.     |